# Django & Jimmie
| Совокупная оценка   | Совокупная оценка                                                                  |
| Источник            | Оценка                                                                             |
| ------------------- | ---------------------------------------------------------------------------------- |
| Metacritic          | 77/100                                                                             |
| Оценки критиков     |                                                                                    |
| Источник            | Оценка                                                                             |
| Rolling Stone       | 3 из 5 звёзд · 3 из 5 звёзд · 3 из 5 звёзд · 3 из 5 звёзд · 3 из 5 звёзд           |
| Uncut               | Favorable.                                                                         |
| American Songwriter | 3,5 из 5 звёзд · 3,5 из 5 звёзд · 3,5 из 5 звёзд · 3,5 из 5 звёзд · 3,5 из 5 звёзд |
| Paste               | 8.6/10                                                                             |
| Austin Chronicle    | 4 из 5 звёзд · 4 из 5 звёзд · 4 из 5 звёзд · 4 из 5 звёзд · 4 из 5 звёзд           |
| Wall Street Journal | Favorable.                                                                         |
| New Yorker          | Favorable.                                                                         |
| AllMusic            | 3,5 из 5 звёзд · 3,5 из 5 звёзд · 3,5 из 5 звёзд · 3,5 из 5 звёзд · 3,5 из 5 звёзд |

Django & Jimmie — студийный альбом двух легендарных американских кантри-музыкантов Вилли Нельсона (82 года) и Мерла Хаггарда (78 лет), изданный 2 июня 2015 года на студии Legacy Recordings. Это их 5-й совместный проект. Альбом достиг № 7 в общеамериканском чарте Billboard 200 и возглавил кантри хит-парад Top Country Albums (в 16-й раз для Вилли и в 14-й для Мерла). Тираж в первую неделю составил 31000 копий.

## История
Название альбома и песни «Django and Jimmie» является посвящением двум музыкантам: гитаристу Джанго Рейнхардту (1910—1953) и певцу Джимми Роджерсу (1897—1933), признанному «отцу музыки кантри». Выход альбома был анонсирован на 2 июня 2015 года.
Альбом получил положительные отзывы музыкальной критики и интернет-изданий.
Альбом стал четвёртым для Вилли Нельсона в лучшей десятке чарта Billboard 200, а для Мерла Хаггарда только первым в его долгой карьере. Вилли Нельсон впервые вошёл в Top-10 (Billboard 200) в 1982 году с альбомом Always on My Mind (№ 2), а затем также с To All the Girls (№ 9, 2013) и Band of Brothers (№ 5, 2014).
Записанный дуэтом ветеранов диск Django & Jimmie стал пятым для Вилли Нельсона (которому за два месяца до этого исполнилось 82 года) и Мерла Хаггарда (78 лет) их совместным проектом. Впервые они объединились для записи альбома Pancho & Lefty (1983), затем последовали Walking the Line (с участием George Jones, 1987), Seashores of Old Mexico (1987) и Last of the Breed (вместе с Ray Price, 2007).

## Список композиций
| №   | Название                                            | Автор(ы)                                  | Длительность |
| --- | --------------------------------------------------- | ----------------------------------------- | ------------ |
| 1.  | «Django and Jimmie»                                 | Jimmy Melton, Jeff Prince                 | 2:53         |
| 2.  | «It’s All Going to Pot» (при участии Jamey Johnson) | Кэннон, Бадди, Jamey Johnson, Larry Shell | 2:56         |
| 3.  | «Unfair Weather Friend»                             | Maria Cannon-Goodman, Ward Davis          | 4:14         |
| 4.  | «Missing Ol' Johnny Cash» (при участии Bobby Bare)  | Merle Haggard                             | 3:26         |
| 5.  | «Live This Long»                                    | Shawn Camp, Marv Green                    | 3:35         |
| 6.  | «Alice in Hulaland»                                 | Cannon, Willie Nelson                     | 3:01         |
| 7.  | «Don't Think Twice, It's Alright»                   | Bob Dylan                                 | 4:10         |
| 8.  | «Family Bible»                                      | Nelson                                    | 3:36         |
| 9.  | «It's Only Money»                                   | Nelson, Cannon                            | 3:56         |
| 10. | «Swinging Doors»                                    | Haggard                                   | 2:51         |
| 11. | «Where Dreams Come to Die»                          | Nelson, Cannon                            | 3:18         |
| 12. | «Somewhere Between»                                 | Haggard                                   | 3:24         |
| 13. | «Driving the Herd»                                  | Nelson, Cannon                            | 2:49         |
| 14. | «The Only Man Wilder Than Me»                       | Haggard                                   | 2:35         |

## Чарты
| Чарт (2015)                        | Высшая позиция |
| ---------------------------------- | -------------- |
| Австралия (ARIA)                   | 31             |
| Австрия (Ö3 Austria)               | 50             |
| Бельгия/Фландрия (Ultratop)        | 172            |
| Канада (Canadian Albums Chart)     | 16             |
| Нидерланды (Album Top 100)         | 50             |
| Ирландия (IRMA)                    | 70             |
| Швейцария (Schweizer Hitparade)    | 78             |
| Великобритания (UK Albums, (OCC)   | 66             |
| США (Billboard 200)                | 7              |
| США (Billboard Top Country Albums) | 1              |

| Чарт (2015)                         | Позиция |
| ----------------------------------- | ------- |
| США (Top Country Albums, Billboard) | 35      |
| Чарт (2016)                         | Позиция |
| США (Top Country Albums, Billboard) | 60      |